# Dennis Olofsson
Dennis Erik Olofsson, född 21 maj 1996, är en svensk fotbollsspelare (vänsterback) som spelar för Lunds BK. Han har tidigare spelat för Landskrona BoIS.

## Klubbkarriär
Olofssons moderklubb är Häljarps IF. Han gick till Landskrona BoIS 2005. Olofsson debuterade för a-laget i Superettan den 5 augusti 2013 i en 2–0-bortaförlust mot Degerfors IF, där han byttes in i halvlek mot Mathias Andersson.
I december 2019 förlängde Olofsson sitt kontrakt i Landskrona BoIS med två år. Efter säsongen 2021 lämnade han klubben. I mars 2022 skrev Olofsson på för Lunds BK.

## Landslagskarriär
Olofsson har spelat en landskamp för Sveriges U19-landslag.